# Безухи варан
Безухи варан (Lanthanotus borneensis) је браон гуштер величине до 40 цм, који ендемски насељава искључиво острво Борнео. Ово је једина савремена врста фамилије Lanthanotidae, сродне варанима.  